# Le Grand Siècle
Pour les articles homonymes, voir Grand Siècle.

Le Grand Siècle est une série de bande dessinée.
- Scénario, dessins et couleurs : Simon Andriveau

## Albums
- Tome 1 : Alphonse (2006)
- Tome 2 : Benoît (2009)
- Tome 3 : Moplai (2011)

## Publication

### Éditeurs
- Delcourt (Collection Conquistador) : Tome 1 (première édition du tome 1).